# Nervellius subdivisus
Nervellius subdivisus är en stekelart som beskrevs av Per Abraham Roman 1924. Nervellius subdivisus ingår i släktet Nervellius och familjen bracksteklar. Inga underarter finns listade i Catalogue of Life.